# Reut
Reut település Németországban, azon belül Bajorországban. Lakosainak száma 1693 fő (2023. december 31.). Reut Zeilarn, Tann, Wittibreut, Simbach am Inn, Kirchdorf am Inn és Julbach községekkel határos.

## Népesség
A település népessége az elmúlt években az alábbi módon változott:
| Lakosok száma | 516  | 724  | 1727 | 1599 | 1779 | 1742 | 1698 | 1681 | 1680 | 1693 |
|               | 1900 | 1950 | 1970 | 1987 | 2012 | 2013 | 2015 | 2017 | 2021 | 2023 |